# Tour de Suisse 2022
85. ročník etapového cyklistického závodu Tour de Suisse se konal mezi 12. a 19. červnem 2022 ve Švýcarsku. Celkovým vítězem se stal Brit Geraint Thomas z týmu Ineos Grenadiers. Na druhém a třetím místě se umístili Kolumbijec Sergio Higuita (Bora–Hansgrohe) a Dán Jakob Fuglsang (Israel–Premier Tech). Závod byl součástí UCI World Tour 2022 na úrovni 2.UWT a byl dvacátým druhým závodem tohoto seriálu.

## Týmy
Závodu se zúcastnilo všech 18 UCI WorldTeamů, 3 UCI ProTeamy a 1 národní tým. Alpecin–Fenix a Arkéa–Samsic dostaly automatické pozvánky jako nejlepší UCI ProTeamy sezóny 2021, druhý zmiňovaný tým však svou pozvánku zamítl. Další 2 UCI ProTeamy (Team TotalEnergies a Human Powered Health) a švýcarský národní tým pak byly vybrány organizátory závodu. Všechny týmy přijely se sedmi jezdci kromě Teamu BikeExchange–Jayco se šesti jezdci, celkem se tak na start postavilo 153 závodníků. Kvůli horku a vysokému počtu závodníků nakažených covidem-19 kompletně odstoupily 4 týmy (Alpecin–Fenix, Team Bahrain Victorious, Team Jumbo–Visma a UAE Team Emirates) a do cíle ve Vaduzu dojelo pouze 76 závodníků.
UCI WorldTeamy
- AG2R Citroën Team
- Astana Qazaqstan Team
- Bora–Hansgrohe
- Cofidis
- EF Education–EasyPost
- Groupama–FDJ
- Ineos Grenadiers
- Intermarché–Wanty–Gobert Matériaux
- Israel–Premier Tech
- Lotto–Soudal
- Movistar Team
- Quick-Step–Alpha Vinyl
- Team Bahrain Victorious
- Team BikeExchange–Jayco
- Team DSM
- Team Jumbo–Visma
- Trek–Segafredo
- UAE Team Emirates

UCI ProTeamy
- Alpecin–Fenix
- Human Powered Health
- Team TotalEnergies

Národní týmy
- Švýcarsko

## Trasa a etapy
| Etapa         | Datum         | Trasa               | Vzdálenost | Typ       | Typ                  | Vítěz                    |           |
| ------------- | ------------- | ------------------- | ---------- | --------- | -------------------- | ------------------------ | --------- |
| 1             | 12. června    | Küsnacht – Küsnacht | 178 km     |           | Zvlněná etapa        | Stephen Williams (GBR)   |           |
| 2             | 13. června    | Küsnacht – Aesch    | 199 km     |           | Zvlněná etapa        | Andreas Leknessund (NOR) |           |
| 3             | 14. června    | Aesch – Grenchen    | 177 km     |           | Středně těžká etapa  | Peter Sagan (SVK)        |           |
| 4             | 15. června    | Grenchen – Brunnen  | 191 km     |           | Zvlněná etapa        | Daryl Impey (RSA)        |           |
| 5             | 16. června    | Ambrì – Novazzano   | 193 km     |           | Zvlněná etapa        | Alexandr Vlasov          |           |
| 6             | 17. června    | Locarno – Moosalp   | 180 km     |           | Horská etapa         | Nico Denz (GER)          |           |
| 7             | 18. června    | Ambrì – Malbun      | 196 km     |           | Horská etapa         | Thibaut Pinot (FRA)      |           |
| 8             | 19. června    | Vaduz – Vaduz       | 25,6 km    |           | Individuální časovka | Remco Evenepoel (BEL)    |           |
| Celková délka | Celková délka | Celková délka       | 1339,6 km  | 1339,6 km | 1339,6 km            | 1339,6 km                | 1339,6 km |

## Průběžné pořadí
| Etapa          | Vítěz              | Celkové pořadí   | Bodovací soutěž    | Vrchařská soutěž | Soutěž mladých jezdců | Soutěž týmů    |
| -------------- | ------------------ | ---------------- | ------------------ | ---------------- | --------------------- | -------------- |
| 1              | Stephen Williams   | Stephen Williams | Stephen Williams   | Quinn Simmons    | Andreas Kron          | Bora–Hansgrohe |
| 2              | Andreas Leknessund | Stephen Williams | Andreas Leknessund | Quinn Simmons    | Andreas Kron          | Bora–Hansgrohe |
| 3              | Peter Sagan        | Stephen Williams | Andreas Leknessund | Quinn Simmons    | Andreas Kron          | Bora–Hansgrohe |
| 4              | Daryl Impey        | Stephen Williams | Andreas Leknessund | Quinn Simmons    | Andreas Kron          | Bora–Hansgrohe |
| 5              | Alexandr Vlasov    | Alexandr Vlasov  | Andreas Leknessund | Quinn Simmons    | Andreas Kron          | Bora–Hansgrohe |
| 6              | Nico Denz          | Jakob Fuglsang   | Michael Matthews   | Quinn Simmons    | Sergio Higuita        | Bora–Hansgrohe |
| 7              | Thibaut Pinot      | Sergio Higuita   | Michael Matthews   | Quinn Simmons    | Sergio Higuita        | Groupama–FDJ   |
| 8              | Remco Evenepoel    | Geraint Thomas   | Michael Matthews   | Quinn Simmons    | Sergio Higuita        | Bora–Hansgrohe |
| Konečné pořadí | Konečné pořadí     | Geraint Thomas   | Michael Matthews   | Quinn Simmons    | Sergio Higuita        | Bora–Hansgrohe |

- V 2. etapě nosil Maximilian Schachmann, jenž byl třetí v bodovací soutěži, černý dres, protože vedoucí závodník této klasifikace Stephen Williams nosil žlutý dres pro lídra celkového pořadí a druhý závodník této klasifikace Quinn Simmons nosil červený dres pro lídra vrchařské soutěže.
- V 6. etapě nosil Jakob Fuglsang, jenž byl druhý v celkovém pořadí, žlutý dres, protože vedoucí závodník této klasifikace Alexandr Vlasov musel před startem etapy odstoupit kvůli pozitivnímu testu na covid-19.

## Konečné pořadí
| Legenda | Legenda                         | Legenda | Legenda                               |
| ------- | ------------------------------- | ------- | ------------------------------------- |
|         | Označuje lídra celkového pořadí |         | Označuje lídra soutěže mladých jezdců |
|         | Označuje lídra bodovací soutěže |         | Označuje lídra vrchařské soutěže      |
|         | Označuje vítěze soutěže týmů    |         |                                       |

### Celkové pořadí
| Pořadí | Jezdec                       | Tým                                | Čas         |
| ------ | ---------------------------- | ---------------------------------- | ----------- |
| 1      | Geraint Thomas (GBR)         | Ineos Grenadiers                   | 33h 07' 09" |
| 2      | Sergio Higuita (COL)         | Bora–Hansgrohe                     | + 1' 12"    |
| 3      | Jakob Fuglsang (DEN)         | Israel–Premier Tech                | + 1' 16"    |
| 4      | Neilson Powless (USA)        | EF Education–EasyPost              | + 2' 10"    |
| 5      | Stefan Küng (SUI)            | Groupama–FDJ                       | + 2' 25"    |
| 6      | Bob Jungels (LUX)            | AG2R Citroën Team                  | + 2' 59"    |
| 7      | Felix Großschartner (AUT)    | Bora–Hansgrohe                     | + 3' 37"    |
| 8      | Daniel Felipe Martínez (COL) | Ineos Grenadiers                   | + 3' 39"    |
| 9      | Domenico Pozzovivo (ITA)     | Intermarché–Wanty–Gobert Matériaux | + 3' 42"    |
| 10     | Maximilian Schachmann (GER)  | Bora–Hansgrohe                     | + 3' 45"    |

### Bodovací soutěž
| Pořadí | Jezdec                      | Tým                     | Čas |
| ------ | --------------------------- | ----------------------- | --- |
| 1      | Michael Matthews (AUS)      | Team BikeExchange–Jayco | 30  |
| 2      | Andreas Leknessund (NOR)    | Team DSM                | 20  |
| 3      | Quinn Simmons (USA)         | Trek–Segafredo          | 18  |
| 4      | Geraint Thomas (GBR)        | Ineos Grenadiers        | 18  |
| 5      | Thibaut Pinot (FRA)         | Groupama–FDJ            | 13  |
| 6      | Remco Evenepoel (BEL)       | Quick-Step–Alpha Vinyl  | 12  |
| 7      | Nico Denz (GER)             | Team DSM                | 12  |
| 8      | Matthew Holmes (GBR)        | Lotto–Soudal            | 12  |
| 9      | Maximilian Schachmann (GER) | Bora–Hansgrohe          | 10  |
| 10     | Clément Champoussin (FRA)   | AG2R Citroën Team       | 9   |

### Vrchařská soutěž
| Pořadí | Jezdec                    | Tým                    | Body |
| ------ | ------------------------- | ---------------------- | ---- |
| 1      | Quinn Simmons (USA)       | Trek–Segafredo         | 60   |
| 2      | Fausto Masnada (ITA)      | Quick-Step–Alpha Vinyl | 31   |
| 3      | Thibaut Pinot (FRA)       | Groupama–FDJ           | 28   |
| 4      | Nico Denz (GER)           | Team DSM               | 20   |
| 5      | Óscar Rodríguez (ESP)     | Movistar Team          | 16   |
| 6      | Clément Champoussin (FRA) | AG2R Citroën Team      | 14   |
| 7      | Clément Berthet (FRA)     | AG2R Citroën Team      | 14   |
| 8      | Philippe Gilbert (BEL)    | Lotto–Soudal           | 12   |
| 9      | Andreas Leknessund (NOR)  | Team DSM               | 10   |
| 10     | Alexander Kamp (DEN)      | Trek–Segafredo         | 10   |

### Soutěž mladých jezdců
| Pořadí | Jezdec                    | Tým                    | Čas         |
| ------ | ------------------------- | ---------------------- | ----------- |
| 1      | Sergio Higuita (COL)      | Bora–Hansgrohe         | 33h 08' 21" |
| 2      | Remco Evenepoel (BEL)     | Quick-Step–Alpha Vinyl | + 2' 52"    |
| 3      | Andreas Leknessund (NOR)  | Team DSM               | + 3' 14"    |
| 4      | Andreas Kron (DEN)        | Lotto–Soudal           | + 5' 55"    |
| 5      | Mathieu Burgaudeau (FRA)  | Team TotalEnergies     | + 7' 25"    |
| 6      | Clément Berthet (FRA)     | AG2R Citroën Team      | + 19' 40"   |
| 7      | Clément Champoussin (FRA) | AG2R Citroën Team      | + 30' 03"   |
| 8      | Sylvain Moniquet (BEL)    | Lotto–Soudal           | + 39' 23"   |
| 9      | Yannis Voisard (SUI)      | Švýcarsko              | + 44' 45"   |
| 10     | Nicolas Prodhomme (FRA)   | AG2R Citroën Team      | + 48' 19"   |

### Soutěž týmů
| Pořadí | Tým                    | Čas          |
| ------ | ---------------------- | ------------ |
| 1      | Bora–Hansgrohe         | 99h 28' 46"  |
| 2      | Groupama–FDJ           | + 1' 07"     |
| 3      | AG2R Citroën Team      | + 17' 22"    |
| 4      | Ineos Grenadiers       | + 31' 30"    |
| 5      | Quick-Step–Alpha Vinyl | + 38' 35"    |
| 6      | Israel–Premier Tech    | + 39' 22"    |
| 7      | Movistar Team          | + 42' 09"    |
| 8      | Cofidis                | + 1h 03' 34" |
| 9      | Lotto–Soudal           | + 1h 18' 05" |
| 10     | Team DSM               | + 1h 27' 56" |